# داستين ريتشاردسون
داستين ريتشاردسون (بالإنجليزية: Dustin Richardson) هو لاعب كرة قاعدة أمريكي، ولد في 9 يناير 1984 في نيوتن في الولايات المتحدة.

## وصلات خارجية
- داستين ريتشاردسون على موقع دوري كرة القاعدة الرئيسي (الإنجليزية)
- داستين ريتشاردسون على موقعبيزبول رفرنس.كوم (الدوري الرئيسي) (الإنجليزية)
- داستين ريتشاردسون على موقعبيزبول رفرنس.كوم (الدوري الثانوي) (الإنجليزية)
- داستين ريتشاردسون على موقع إي إس بي إن.كوم (أم.أل.بي) (الإنجليزية)
- داستين ريتشاردسون على موقع مشجعي الرسوم البيانية (الإنجليزية)